# Artibeus toltecus
Artibeus toltecus är en däggdjursart som först beskrevs av Henri Saussure 1860.  Artibeus toltecus ingår i släktet Artibeus, och familjen bladnäsor. IUCN kategoriserar arten globalt som livskraftig.
Inga underarter finns listade i Catalogue of Life. Wilson & Reeder (2005) skiljer mellan två underarter.
Arten är med en underarmlängd av 36,5 till 42,5 mm mindre än sin nära släkting Artibeus aztecus. Vikten är maximal 16 g. Artibeus toltecus undviker höga bergstoppar och vistas främst i bergstrakternas lägre delar. Populationer i norra delen av utbredningsområdet är oftast brunaktiga och längre söderut blir pälsfärgen svartaktig.
Denna fladdermus förekommer i södra Nordamerika och Centralamerika från Mexikos kustområden till Panama. Habitatet utgörs av tropiska skogar och fruktodlingar. Individerna vilar främst i grottor och byggnader. De äter huvudsakligen frukter. Honor kan troligen para sig hela året. Några exemplar hittades vilande under stora blad.